# Pavel Alekszandrovics Szolovjov
Pavel Alekszandrovics Szolovjov (oroszul: Павел Александрович Соловьёв; Alekino, 1917. június 26. – Perm, 1996. október 13.) orosz nemzetiségű szovjet repülőmérnök, számos gázturbinás sugárhajtómű tervezése fűződik a nevéhez.
Szolovjov 1917. június 26-án született paraszti családban Alekino faluban, az Ivanovói területen. 1934-ben, a középiskola befejezése után az Ordzsonikidze nevét viselő Ribinszki  Repülő-műszaki Főiskolára ment tanulni, ahol 1940-ben végzett.
A Ribinszki Repülő-műszaki Főiskolát  1940-ben Permbe evakuálták, így Szolovjov is követte az intézetet. 1940-ben Permben létrejött a repülőgép hajtóművekkel foglalkozó OKB–19 tervezőiroda, amelynek Szolovjov is a munkatársa lett. 1948-ban az Arkagyij Dmitrijevics Svecov vezette tervezőiroda főkonstruktőr-helyettesévé, majd 1953-ban Svecov halála után főkonstruktőrré nevezték ki. A tervezőiroda – és Szolovjov – első jelentős munkája az 1957-re kifejlesztett D–15 gázturbinás sugárhajtómű, amelyet a Mjasziscsev M–50 stratégiai bombázókba építettek. 1960-ban vezetésével tervezték meg a Szovjetunióban az első kétáramú gázturbinás sugárhajtóművet, a D–20P-t, amelyet a Tu–124 utasszállító repülőgépbe építettek. További jelentős hajtóművei a D–25 szabadturbinás hajtómű (a Mi–6 helikopterhez), a D–30 kétáramú gázturbinás sugárhajtómű (a Tu–134-hez), valamint a PSZ–90A turboventillátoros hajtómű (az Il–96 utasszállító repülőgéphez). A Szovjetunió felbomlása után a repülőgépgyártásban végbement átalakulás nyomán az OKB–19 tervezőirodát Permi Motorgyár néven az Aviadvigatyel Rt-be integrálták.
Tevékenységéért számos elismerésben részesült. Négy alkalommal kapott  Lenin-rendet, 1968-ban pedig Állami Díjat. A Szovjetunió Legfelsőbb Tanácsának háromszor volt tagja.
1996. október 13-án hunyt el Permben, ahol ma egy utca viseli a nevét, Ribinszkben pedig szobrot állítottak neki.

## Külső hivatkozások
- A permi Aviadvigatyel honlapja
- Vszja zsizny – na vzljotye, a Kapital Weekly cikke, 2007. június 20. (oroszul)
- PSZ – Cselovek. Epoha. Brend, a Szövetségi Ipari Ügynökség honlapján. (oroszul)[halott link]